# Portada/article desembre 31

## Manga
El manga (漫画, en kanji; まんが, en hiragana; マンガ, en katakana) és el còmic d'origen japonès, desenvolupat a finals del segle xx. No obstant això, la seva forma moderna data poc després de la Segona Guerra Mundial, el manga ha tingut un llarg i complex precursor en la història de l'art japonès.
El manga és un còmic apte per a totes les edats. Inclou una àmplia gamma de temes: acció-aventura, romanç, esports, drama històric, comèdia, ciència-ficció-fantasia, misteri, terror, sexualitat, el món de les empreses i el comerç entre d'altres.